# Holiday (album d'Earth, Wind and Fire)
Pour les articles homonymes, voir Holiday.
Albums de Earth, Wind & Fire
Now, Then & Forever
(2013)
Holiday est le vingt-et-unième album studio et le premier album de Noël du groupe américain Earth, Wind and Fire, sorti le 21 octobre 2014 chez Legacy Recordings.
L'album a atteint, aux États-Unis, la 26e place du Top R&B/Hip-Hop Albums et la 8e place du classement d'albums de Noël Top Holiday Albums. Il a été réédité le 23 octobre 2015 sous le titre The Classic Christmas Album avec cinq chansons additionnelles.

## Contexte et enregistrement
Selon Verdine White, membre de longue date du groupe, « Nous n'avions jamais envisagé de faire un album de Noël auparavant, mais Legacy/Sony nous l'a demandé et nos fans aussi, alors nous espérons que le public l'aimera ».
Outre un certain nombre de chansons traditionnelles de Noël, Holiday comprend deux chansons d'Earth, Wind & Fire qui ont été retravaillées spécialement pour l'album :
- Happy Seasons (à l'origine Happy Feelin' de l'album That's the Way of the World, 1975) ;
- December (à l'origine September, extrait de l'album The Best of Earth, Wind & Fire, Vol. 1, 1978).

## Liste des titres
| 1.    | Joy to the World            | Isaac Watts                                                             | 4:12 |
| 2.    | Happy Seasons               | - Verdine White - Philip Bailey - Larry Dunn - Maurice White - Al McKay | 3:58 |
| 3.    | O Come All Ye Faithfull     | - John Francis Wade - John Reading                                      | 6:06 |
| 4.    | Winter Wonderland           | - Felix Bernard - Richard B. Smith                                      | 3:40 |
| 5.    | What Child Is This?         | William Chatterton Dix                                                  | 3:34 |
| 6.    | Away in a Manger            | James Ramses Murray                                                     | 2:54 |
| 7.    | The Little Drummer Boy      | Katherine K. Davis                                                      | 2:50 |
| 8.    | Every Day Is Like Christmas | - Roxanne Seeman - Philipp Steinke                                      | 3:26 |
| 9.    | The First Noël              | chanson traditionnelle                                                  | 4:26 |
| 10.   | Sleigh Ride                 | - Leroy Anderson - Mitchell Parish                                      | 2:56 |
| 11.   | Snow                        | chanson traditionnelle                                                  | 2:31 |
| 12.   | Jingle Bell Rock            | - Joe Beal - Jim Boothe                                                 | 3:09 |
| 13.   | December                    | - M. White - McKay - Allee Willis                                       | 3:40 |
| 47:22 |                             |                                                                         |      |

| The Classic Christmas Album – titres bonus | The Classic Christmas Album – titres bonus                                    | The Classic Christmas Album – titres bonus                                                                                                | The Classic Christmas Album – titres bonus              | The Classic Christmas Album – titres bonus | The Classic Christmas Album – titres bonus | The Classic Christmas Album – titres bonus | The Classic Christmas Album – titres bonus | The Classic Christmas Album – titres bonus | The Classic Christmas Album – titres bonus |
| No                                         | Titre                                                                         | Auteur | Album                                                   | Durée                                      |                                            |                                            |                                            |                                            |                                            |
| ------------------------------------------ | ----------------------------------------------------------------------------- | --- | ------------------------------------------------------- | ------------------------------------------ | ------------------------------------------ | ------------------------------------------ | ------------------------------------------ | ------------------------------------------ | ------------------------------------------ |
| 14.                                        | Gather Round                                                                  | - M. White - David Foster - Bailey | Sounds of the Season: The NBC Holiday Collection (2005) | 3:38                                       |                                            |                                            |                                            |                                            |                                            |
| 15.                                        | Get Your Hump On This Christmas (featuring Cleveland Brown)                   | - Mike Henry - Richard Appel - Bailey - Jonathan Green - Clarence Livingston - Myron McKinley - Gabe Miller - Matt Murray - Julius Sharpe | The Cleveland Show (2009)                               | 2:42                                       |                                            |                                            |                                            |                                            |                                            |
| 16.                                        | I Asked for a Miracle (God Gave You Me) (featuring Full Force, Philip Bailey) | Full Force | Legendary (2007)                                        | 4:47                                       |                                            |                                            |                                            |                                            |                                            |
| 17.                                        | Open Your Heart to Love (featuring Maurice White)                             | - M. White - Lilo Faddas | 'Tis the Season (1997)                                  | 4:33                                       |                                            |                                            |                                            |                                            |                                            |
| 18.                                        | One World                                                                     | - Pamela Phillips Oland - Franke Previte - Sergei Manoukian - Mikk Targo                                                                  | Music Speaks Louder than Words (1990)                   | 4:19                                       |                                            |                                            |                                            |                                            |                                            |
| 67:21                                      |                                                                               | |                                                         |                                            |                                            |                                            |                                            |                                            |                                            |

## Classements hebdomadaires
| Classement (2014–15)                | Meilleure position |
| ----------------------------------- | ------------------ |
| États-Unis (Top R&B/Hip-Hop Albums) | 26                 |
| États-Unis (Top R&B Albums)         | 14                 |
| États-Unis (Top Holiday Albums)     | 8                  |

| Classement (2015–16)                | Meilleure position |
| ----------------------------------- | ------------------ |
| États-Unis (Top R&B/Hip-Hop Albums) | 34                 |
| États-Unis (Top R&B Albums)         | 18                 |